# Đồng Xuân, Phúc Yên
Đồng Xuân là một phường thuộc thành phố Phúc Yên, tỉnh Vĩnh Phúc, Việt Nam.

## Địa lý
Phường Đồng Xuân nằm ở phía bắc thành phố Phúc Yên, có vị trí địa lý:
- Phía đông và phía nam giáp thành phố Hà Nội
- Phía tây giáp phường Xuân Hòa
- Phía bắc giáp xã Ngọc Thanh.

Phường có diện tích 3,40 km², dân số năm 2008 là 14.217 người, mật độ dân số đạt 4.184 người/km².

## Lịch sử
Phường được thành lập vào ngày 4 tháng 4 năm 2008 trên cơ sở điều chỉnh 339,76 ha diện tích tự nhiên và 14.217 người của phường Xuân Hòa.